# Canarium balsamiferum
Canarium balsamiferum är en tvåhjärtbladig växtart som beskrevs av Carl Ludwig von Willdenow. Canarium balsamiferum ingår i släktet Canarium och familjen Burseraceae. Inga underarter finns listade i Catalogue of Life.